# Бейкер, Бевин
Бевин Г. Бейкер (англ. Bevyn H. Baker; род. 8 августа 1937, Виндзор) — австралийский легкоатлет, выступавший в прыжках в длину и беге на короткие дистанции. Участник летних Олимпийских игр 1960 года.

## Биография
Бевин Бейкер родился 8 августа 1937 года в пригороде Виндзор австралийского города Брисбен.
Выступал в легкоатлетических соревнованиях за «Престон Норткот». В 1960 году стал чемпионом Австралии в прыжках в длину.
В том же году вошёл в состав сборной Австралии на летних Олимпийских играх в Риме. В прыжках в длину занял предпоследнее, 45-е место в квалификации, показав результат 6,43 метра — на 97 сантиметров меньше норматива, дававшего право выступать в финале. Также был заявлен в эстафете 4х100 метров, но не вышел на старт.

## Личный рекорд
- Прыжки в длину — 7,43 (1960)[2]